# Legden
Legden (IPA: [ˈlɛçdn̩], anhörenⓘ; plattdeutsch Ledden) ist eine Gemeinde im westlichen Münsterland im Nordwesten des Bundeslands Nordrhein-Westfalen und gehört zum Kreis Borken im Regierungsbezirk Münster.

## Geographie
Legden liegt zwischen den größeren Städten Enschede und Münster im westlichen Münsterland.

### Gemeindegliederung

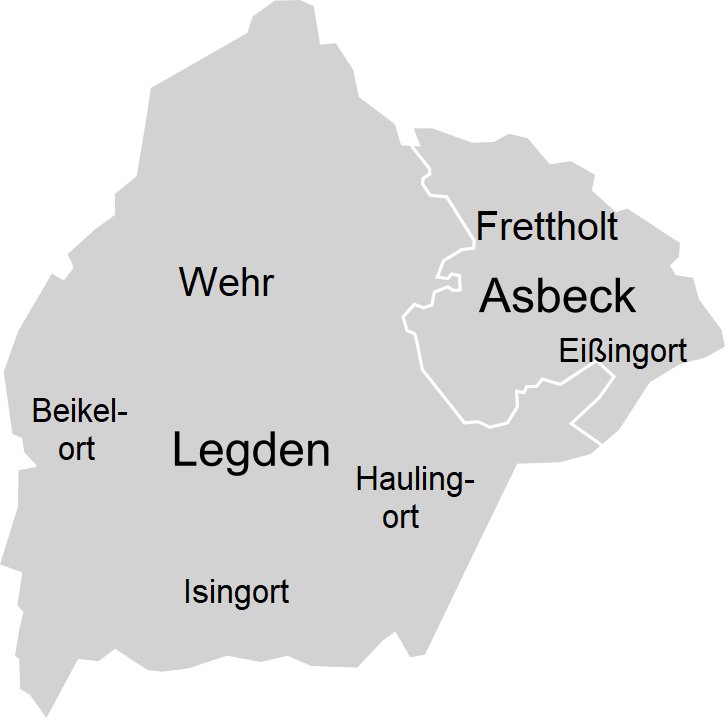
Ortsteile von Legden

Legden besteht aus den Ortsteilen Legden und Asbeck, bis 1969 selbstständige Gemeinden des dann aufgelösten Amtes Legden. Zu Legden gehören die folgenden Bauerschaften: Wehr (im Norden, mit Abstand die größte), Haulingort (im Osten), Isingort (im Süden), Beikelort (im Westen) sowie Deipenbrock und Steinkuhle (beide kleiner in Dorfnähe). Zu Asbeck gehören die Bauerschaften Eißingort und Frettholt.

### Nachbargemeinden
- Rosendahl
- Schöppingen
- Gescher
- Stadtlohn
- Ahaus
- Heek

## Geschichte
Legden und Asbeck wurden im Jahr 1092 erstmals urkundlich erwähnt.
Für das Jahr 1768 ist der erste namentlich bekannte jüdische Einwohner Legdens bezeugt. Nachdem die kleine jüdische Gemeinde gewachsen war, ließ sie 1835 in der Kirchstraße eine Betstube bauen. 1846 wurde der jüdische Friedhof angelegt. Die Betstube wurde bei den Novemberpogromen 1938 vollständig zerstört. Seit 2009 erinnern sechs Stolpersteine an die Verfolgung der Juden: auf der Hauptstraße erinnern sie an Moritz, Rika und Karl Seligmann sowie an Grete Eichenwald als einzige Überlebende, an der Kirchstraße erinnern sie an Jettchen Rosenbaum und Bertha Neuberg.
Am 1. Juli 1969 wurde Asbeck in die Gemeinde Legden eingegliedert.

## Politik

### Gemeinderat
Die Tabelle zeigt die Sitzverteilung im Rat seit 2009.

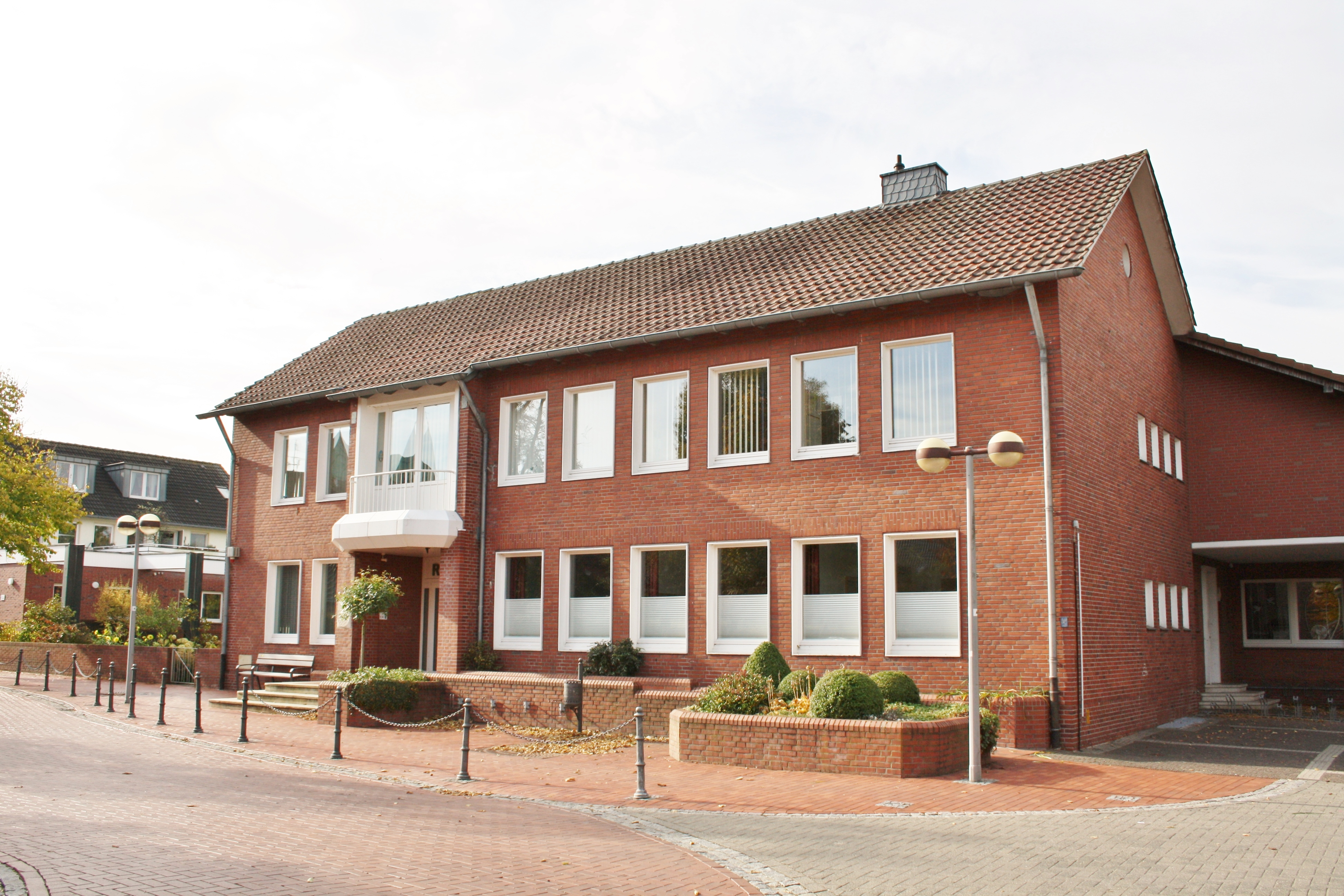
Rathaus Legden

|      | CDU | SPD | UWG |
| ---- | --- | --- | --- |
| 2020 | 10  | 5   | 5   |
| 2014 | 10  | 3   | 7   |
| 2009 | 11  | 3   | 6   |

### Bürgermeister
Dieter Berkemeier (parteilos) wurde 2020 in einer Stichwahl mit 55,1 % der Stimmen gewählt.
Frühere Amtsinhaber waren:
- 1999–2020: Friedhelm Kleweken (CDU)
- 1990–1999: Helga Schwartenbeck (CDU)[11]

### Wappen, Banner und Flagge
Der Gemeinde Legden ist mit Urkunde des Regierungspräsidenten in Münster vom 5. März 1970 das Recht zur Führung eines Wappens und einer Flagge verliehen worden.

Wappen
Banner
Flagge
Wappen der ehem. Gemeinde Asbeck
Wappen der ehem. Gemeinde Legden bis 1970

#### Wappen
Blasonierung: „Von Gold (Gelb) zu Blau zu Silber (Weiß) geteilt. In der Mitte in Blau drei sechsstrahlige goldene (gelbe) Sterne, von denen der mittlere etwas erhöht ist; unten in Silber (Weiß) zwei rechtsschräggestellte Reihen roter Rauten.“
Die neue Gemeinde Legden übernahm das Wappen des alten Amtes Legden von 1957. Das Wappen basiert auf den Wappen der ehemaligen Gemeinden Asbeck (Rauten, Haus Asbeck) und Legden (Sterne, basieren auf dem Siegel Johanns von Legden von 1348), ergänzt durch den goldenen Balken des Hochstifts Münster, zu dem die Gemeinde früher gehörte.

#### Banner
Beschreibung des Banners: „Flagge mit dem Gemeindewappen und den Farben Blau und Silber (Weiß).“ Diese ungenaue Beschreibung der Hauptsatzung gibt keine Auskunft ob eine Hissflagge, Banner oder beides geführt wird. Ebenso geht keine Aufteilung der Bahnen und deren Verhältnis daraus hervor. Tatsächlich führt die Gemeinde ein Banner wie folgt: „Von Blau zu Weiß zu Blau im Verhältnis 1 : 3 : 1 längsgestreift, in der Mitte der oberen Hälfte der weißen Bahn der Wappenschild der Gemeinde.“

#### Flagge
Beschreibung der Flagge: „Von Blau zu Weiß zu Blau im Verhältnis 1 : 3 : 1 quergestreift, in der Mitte der weißen Bahn der Wappenschild der Gemeinde.“

### Partnergemeinden
- Steenderen in den Niederlanden war Partnergemeinde. Steenderen ging 2005 im neuen Gemeindeverbund Bronckhorst auf. Damit erlosch auch die Gemeindepartnerschaft.
- Seit 2007 ist die neue Partnergemeinde Melrose in Minnesota, USA.
- 2010 wurde mit Reszel in der Woiwodschaft Ermland-Masuren (Polen) eine weitere Partnerschaft begründet.

## Kultur und Sehenswürdigkeiten

### Bauwerke
Als ehemalige Gebäude des Stiftes Asbeck sind heute noch die Hunnenporte, das ehemalige Dormitorium, das Haus van Wüllen, die Düstermühle, die Vogtei und die Stiftskirche St. Margareta erhalten.
Die Hunnenporte ist ein Fachwerkgebäude, das früher als Torhaus zum Stiftsgelände diente. Der Name leitet sich von den Hundezwingern des Stiftes ab, die früher dort untergebracht waren. Heute dient das Gebäude als Veranstaltungsraum und beherbergt das Ofenmuseum.
Sehenswerte Kirchen in Legden sind die im 13. Jahrhundert erbaute Pfarrkirche St. Brigida am Kirchplatz. 1905 wurden der Wehrturm abgebrochen und durch ein neuromanisches Querschiff ersetzt. Eine Filialkirche der St. Brigida und ehemalige Stiftskirche ist die Kirche St. Margareta. An der Kirche kann man deutlich zwei verschiedene Stilrichtungen erkennen: Während das aus dem 12. Jahrhundert stammende Langschiff dem Baustil der Romanik folgt, zeigen Chor und Querhaus aus der ersten Hälfte des 13. Jahrhunderts den gotischen Stil. Sehenswert sind unter anderem der Egelborg-Altar im Seitenschiff, ein Relief von 1476, das die Gregoriusmesse zeigt, während der Restauration 1905 ausgegrabene Grabplatten der Freiherren von Oer, eine Grabplatte des Rittmeisters Busch, sowie ein Epitaph von 1703 der Eheleute Johann Röttger Menke und Anna Ising. Erhalten werden konnte auch das mittlere Chorfenster aus dem 13. Jahrhundert, das den Stammbaum Jesu zeigt (Wurzel-Jesse-Fenster).
Das etwa 800 Jahre alte Dormitorium des ehemaligen Klosters unter Trägerschaft des Heimatvereines Asbeck dient heute als Stiftsmuseum und Trauzimmer. Das heute „Haus van Wüllen“ genannte ehemalige Wohnhaus der Äbtissinnen wurde im 12. Jahrhundert erbaut. Ein 1340 gebauter Raum gilt als der älteste Fachwerkraum Norddeutschlands. Es enthält außerdem einen Wappensaal und ein aus dem 14. Jahrhundert erhaltenes Sprechgitter. Das Haus, in dem es Vitrinen mit damaligen Ausstellungsstücken gibt, kann man besichtigen.
Etwa einen Kilometer südwestlich des Ortszentrums ist das 1389 erstmals erwähnte Wasserschloss Haus Egelborg gelegen. Das älteste, 1559 erbaute, Gebäude ist der Nordflügel. Seit 1670 befindet sich das Wasserschloss in Besitz der Freiherren von Oer. Ein Wanderweg durch den Egelborger Wald führt am Wasserschloss und dem dazugehörigen weitläufigen Landschaftspark vorbei.
Im September 2015 wurde im Zentrum der Gemeinde der etwa 4500 m² große Dahliengarten mit 180 Dahliensorten eröffnet. Der Bau des Gartens war ein Projekt im Rahmen der Teilnahme an der Regionale 2016 und wurde mit Mitteln des Leader-Förderprogrammes der Europäischen Union gefördert.
Am Ortsausgang von Legden-Asbeck findet man die „Dicke Linde“, eine ehemalige Tanzlinde, die nach einem Blitzeinschlag 1979 zweigeteilt wurde und seitdem mit Drahtseilen und Stangen zusammengehalten wird.
Die erstmals im 12. Jahrhundert erwähnte Düstermühle im Ortsteil Wehr liegt direkt an der Dinkel. Sie gehörte zum Stift Asbeck und diente unter anderem auch als Gerichtsstätte und ist traditionsgemäß Veranstaltungsort für den Düstermühlenmarkt, der auch heute noch jährlich am letzten Montag im August stattfindet.
Am Rande der Gemeinde findet man das Partydorf Dorf Münsterland – die Freizeitanlage ist ein Freizeit- und Partydorf.

### Regelmäßige Veranstaltungen
Legden ist wegen seines Dahlien-Kinder-Blumenkorsos (DahlKiBluko) bekannt. Der damalige Vikar, Theodor Entrup (1879–1955) begründete 1926 diese Tradition, er wollte mit diesem Fest vor allem den Kindern eine Freude machen. Der Dahlienkorso findet alle drei Jahre am dritten Sonntag im September statt, Einige Vereine und Nachbarschaften der Gemeinde bereiten Motivwagen vor. Die Dahlie ist somit das Wahrzeichen der Gemeinde.
Fliegenmarkt ist der Name einer Straße in Legden, der sich wahrscheinlich aus dem früher dort stattfindenden Pferdemarkt ableitet. An jedem ersten Dienstag im August veranstaltet die Nachbarschaft Fliegenmarkt ein geselliges Fest.
Der Schnadegang findet jährlich am 1. Mai in Asbeck statt.

### Öffentliche Einrichtungen
Legden hat eine Freiwillige Feuerwehr mit Löschzügen in Legden und Asbeck.

### Bildung
Im Ort gibt es drei katholische Kindergärten (St. Brigida-, St. Margareta- und St. Martin-Kindergarten), sowie die Kindertagesstätte Pusteblume unter Trägerschaft einer Elterninitiative.
In Legden gibt es außerdem eine Verbundsgrundschule mit zwei Standorten: die Brigidenschule arbeitet an ihrem Hauptstandort Legden dreizügig und hat ungefähr 250 Schüler. Am Nebenstandort Asbeck, der ehemaligen Margaretenschule, werden rund 60 Schüler in drei Klassen jahrgangsgemischt betreut. Die Schule läuft unter städtischer Trägerschaft.
Bei der Sekundarschule Legden-Rosendahl (SLR) handelt es sich um eine Gesamtschule für die Klassen 5 – 10. Für die gymnasiale Oberstufe gibt es Kooperationen mit Einrichtungen in Coesfeld und Ahaus. In Legden werden die Klassen 5 bis 7 beschult, die Klassen 8 bis 10 in Rosendahl-Osterwick. Seit dem 1. August 2020 heißt die Sekundarschule Legden / Rosendahl offiziell Paulus-van-Husen-Schule.

## Verkehr

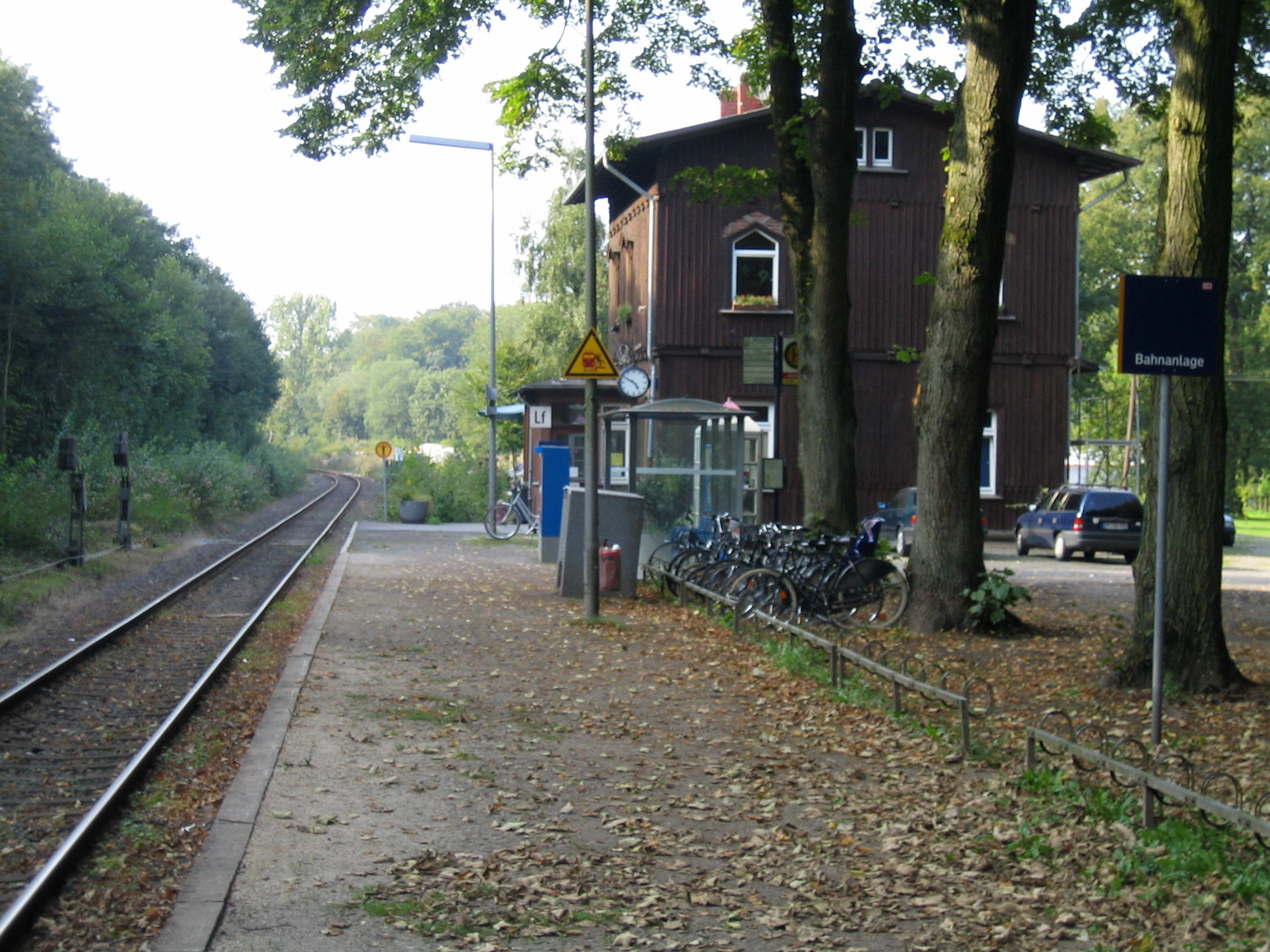
Bahnhof Legden

Legden liegt an der Bahnstrecke Dortmund–Gronau, es besteht eine Regionalbahnverbindung mit der Linie RB 51 nach Dortmund und über Gronau nach Enschede.
| Linie | Verlauf | Takt                                              |
| ----- | --- | ------------------------------------------------- |
| RB 51 | Westmünsterland-Bahn: Dortmund Hbf – Dortmund-Kirchderne – Dortmund-Derne – Lünen-Preußen – Lünen Hbf – Bork (Westf) – Selm-Beifang – Selm – Lüdinghausen – Dülmen – Lette (Kr Coesfeld) – Coesfeld (Westf) – Rosendahl-Holtwick – Legden – Ahaus – Epe (Westf) – Gronau (Westf) – Glanerbrug – Enschede De Eschmarke – Enschede Stand: Fahrplanwechsel Dezember 2023 | 60 min 20/40 min (Dortmund–Lünen, nicht sonntags) |

Zudem bestehen Bus- und durch das Dorf Münsterland insbesondere Nachtbusverbindungen.
| Linie | Verlauf | Takt                                      | Betreiber                               |
| ----- | --- | ----------------------------------------- | --------------------------------------- |
| 582   | Legden – Holtwick – Höven (Rosendahl) – Coesfeld Schulzentrum – Bahnhof Coesfeld                                                             | 30 min (Mo–Fr), 60 min (Sa–So)            | Veelker                                 |
| 781   | Bahnhof Gronau – Epe – Ahaus – Legden – Holtwick – Höven (Rosendahl) – Coesfeld Schulzentrum – Bahnhof Coesfeld                              | 30 min (Mo–Fr), 60 min (Sa), 120 min (So) | Veelker                                 |
| N6    | Münster (Westf) Hbf – Laer – Horstmar – Schöppingen – Legden – Holtwick – Bahnhof Coesfeld                                                   | 120 min (Sa auf So)                       | Regionalverkehr Münsterland             |
| N8    | Legden, Dorf Münsterland – Holtwick – Höven – Coesfeld Schulzentrum – Bahnhof Coesfeld – Darup – Nottuln – Appelhülsen – Münster (Westf) Hbf | 120 min (Sa auf So)                       | Regionalverkehr Münsterland             |
| N14   | Legden, Dorf Münsterland – Ahaus – Heek – Nienborg – Epe – Gronau                                                                            | 120 min (Sa auf So)                       | Regionalverkehr Münsterland             |
| N20   | Legden, Dorf Münsterland – Holtwick – Coesfeld Schulzentrum – Bahnhof Coesfeld – Hochmoor – Velen – Borken (N51 – Bocholt)                   | 120 min (Sa auf So)                       | Metropolbus/Regionalverkehr Münsterland |

Legden ist über die A 31 an das Autobahnnetz angeschlossen.

## Persönlichkeiten
In Legden geboren:
- Clemens von Oer (1768–1834), Landrat in Beckum
- Friedrich von Oer (1842–1896), Oberer Kämmerer des Fürsten Karl II. zu Isenburg und Büdingen
- Adolf von Oer (1863–1941), Politiker
- Clemens von Oer (1895–1976), Regierungspräsident und Landrat des Kreises Ahaus
- Martin Lessenthin (* 1957), Journalist und Sachverständiger für Menschenrechtsfragen
- Peter Krevert (* 1963), Autor

In Legden aufgewachsen:
- Oliver Kirch (* 1982), Fußballspieler